# Bareback
Bareback je naziv za fizičku seksualnu aktivnost, posebice seksualnu penetraciju, bez korištenja kondoma. Ovaj izraz ponajviše se odnosi na analni seks između muškaraca koji imaju snošaj s drugim muškarcima, a može se razlikovati od seksa bez zaštite jer se bareback odnosi na namjerno izostavljanje kondoma.
Izraz je sleng i potječe od istog izraza u jahanju koji se odnosi na jahanje bez sedla.

## Etimologija
Nije poznato kad je izraz prvi put korišten kao seksualni sleng. Njegovo korištenje povećalo se kroz 1960-e i prvi put se pojavio u tisku 1968. SAD-ovi vojnici su koristili izraz u Vijetnamskom ratu kada je seks bez kondoma bio poznat kao bareback "ulaženje" ili "jahanje". Izraz se pojavio 1972. u Playboy's Book of Forbidden Words: A Liberated Dictionary of Improper English.
Izraz se ponekad pojavljivao u tisku do 1980-ih, zatim u kontekstu epidemije AIDS-a i diskusijama o seksualnim praksama. U LGBT kulturi se nije široko upotrebljavao do 1997. kada su nastupile diskusije o seksu bez kondoma.